# Турбаза «Юність»
Турбаза «Юність» (рос. Турбаза «Юность») — селище Маймінського району, Республіка Алтай Росії. Входить до складу Соузгинського сільського поселення.
Населення — 57 осіб (2015 рік).